# Reggenza di Buton Meridionale
La reggenza di Buton Meridionale (in indonesiano: Kabupaten Buton Selatan) è una reggenza dell'Indonesia, situata nella provincia di Sulawesi Sudorientale.